# تاو دوپیکر
تاو دوپیکر یک ستاره است که در صورت فلکی دوپیکر قرار دارد.